# Muara Batu-Batu
Muara Batu-Batu is een bestuurslaag in het regentschap Subulussalam van de provincie Atjeh, Indonesië. Muara Batu-Batu telt 901 inwoners (volkstelling 2010).